# کیمبالتون (آیووا)
کیمبالتون (به انگلیسی: Kimballton) شهری در ایالت آیووا کشور ایالات متحده آمریکا است که جمعیت آن در سرشماری سال ۲۰۱۰ میلادی، ۳۲۲ نفر بوده‌است.